# Las Ruinas Perdidas de Arnak
Las Ruinas Perdidas de Arnak es un juego de mesa para entre uno y cuatro jugadores en el que los jugadores dirigen una expedición a una isla deshabitada. El juego combina la construcción de mazos, la colocación de trabajadores, la gestión de recursos y la exploración.
El juego se publicó en 2020 y sus diseñadores fueron el matrimonio formado por Michaela "Mín" Štachova y Michal "Elwen" Štach. Ganó el premio Board Game Quest Game of the Year Award de 2020  así como el Deutscher Spiele Preis de 2021.

## Mecánica de juego
El juego se desarrolla en cinco rondas. En cada ronda, los jugadores eligen por turnos diversas acciones. En su turno, los jugadores pueden gestionar sus cartas, enviar a sus arqueólogos a descubrir nuevos yacimientos, excavar en los ya explorados, combatir a los guardianes o investigar.
Descubrir nuevos sitios arqueológicos amplía el conjunto de posibles lugares de excavación, pero también despierta a un guardián, lo que puede resultar en una penalización en la puntuación. Excavar recompensa a los jugadores con tesoros y recursos que pueden usar para seguir progresando. La investigación proporciona a los jugadores diferentes bonificaciones y puntos de victoria cada vez mayores a medida que avanzan en el contador de investigación. Cada jugador comienza con el mismo conjunto de cartas, que puede mejorarse a lo largo de la partida. La mayoría de las cartas se pueden jugar solo por sus efectos, mientras que algunas acciones requieren el uso de cartas adicionales.
Tras la ronda final, los jugadores suman los puntos obtenidos de diferentes fuentes. El jugador con más puntos gana la partida.
También se ofrece una variante en solitario que utiliza un conjunto de cartas como oponente artificial.